# Sonatine pour violon et piano de Françaix
Pour les articles homonymes, voir Sonatine pour violon et piano.
La Sonatine pour violon et piano est une œuvre de musique de chambre de Jean Françaix composée en 1934.

## Présentation
La Sonatine pour violon et piano de Jean Françaix est une sonatine composée en 1934. Page de jeunesse, l'œuvre est dédiée au duo constitué de Jacques Thibaud et Alfred Cortot,.
La partition est créée le 17 février 1936 à l'École normale de musique de Paris, (même si une exécution le 28 du même mois au même endroit est également annoncée en « première audition »).
L'œuvre, d'une durée moyenne d'exécution de douze minutes environ, est en trois mouvements contrastés : 
1. Vivace, à 
, « de forme sonate, essentiellement rythmique, […] construit sur un petit motif caractéristique[1] » ;
2. Andante, qui « oppose en lui-même un thème expressif, très chantant (à ), et un motif de danse (à 
)[1] » :
3. Thème varié, finale au « thème d'essence lyrique assorti de cinq variations pleines d'animation et d'effets de jeu[1] ».

La partition est publiée par les éditions Schott.

## Discographie sélective
- Jean Françaix : Musique de chambre, édition du centenaire, CD 1, Yuriko Naganuma (violon) et Jean Françaix (piano), Indesens INDE 043, 2012.